# Austrorossia antillensis
Austrorossia antillensis е вид главоного от семейство Sepiolidae. Видът не е застрашен от изчезване.

## Разпространение и местообитание
Разпространен е в Бахамски острови, Бонер, Куба, Кюрасао, Саба, САЩ (Флорида), Свети Мартин, Сен Естатиус, Синт Мартен и Суринам.
Среща се на дълбочина от 329 до 439 m, при температура на водата от 10,3 до 13,4 °C и соленост 35,2 – 35,8 ‰.